# Шарлотта Льюис (Остаться в живых)
Шарлотта Стейплз Льюис (англ. Charlotte Staples Lewis) — одна из главных героев американского приключенческого телесериала «Остаться в живых» (производство ABC), чью роль исполнила Ребекка Мэйдер. Шарлотта — учёная-антрополог с корабля «Kahana», который послал Чарльз Уидмор. Впервые появляется в четвёртом сезоне и до середины пятого является членом основного актёрского состава сериала. Выбывает из него, погибая в эпизоде «Остров смерти», после временных скачков на острове, которые наступили после того, как шестеро людей покинули остров. Позже, Ребекка Мэйдер несколько раз возвращалась в роли Шарлотты в сериал как приглашённая звезда.

## Биография персонажа
Шарлотта Льюис родилась 2 июля 1971 года на острове. Её родители были членами DHARMA Initiative. В 1977 году она встречает взрослого Дэниела Фарадея, который попал туда из-за временных скачков. Он просит её никогда не возвращаться на остров, поскольку в будущем — она на нём умрёт.
После эвакуации DHARM’ы с острова из-за инцидента, Шарлотта росла в Бромсгрове, не подозревая о месте своего рождения, так как это скрывала её мать. У Шарлотты проявляется интерес к антропологии, и она окончила университет в Кенте и получила диплом доктора наук культурной антропологии в Оксфордском университете. Во время посещения раскопок в пустыне Сахара Шарлотта обнаруживает останки белого медведя, на котором одет ошейник с логотипом DHARMA Initiative.
Позже, бизнесмен Чарльз Уидмор выбирает Шарлотту Льюис, Дэниела Фарадея, Майлза Строма, Фрэнка Лапидуса и Наоми Доррит для экспедиции на остров, чтобы найти своего соперника Бенджамина Лайнуса. На корабле «Kahana» экспедиция прибывает к острову, но вследствие саботажа двигатель вышел из строя и корабль стал не дойдя до берегов острова некоторое расстояние. Для переправки членов экспедиции на остров был использован вертолёт. Попав на вертолёте в грозу во время разыгравшегося шторма, Шарлотта была вынуждена выпрыгнуть из него. Приземлившись на остров 23 декабря 2004 года она попадает в руки группы людей Джона Локка, которая направляется вглубь острова, чтобы избежать встречи с людьми с корабля. При первой же попытке она пытается сбежать, но получает пулю от Бена, однако выживает при помощи бронежилета. Позже Локк обменивает Шарлотту на Майлза, которого отдала группа Джека Шепарда. После воссоединения с Фарадеем, они проникают ночью на станцию DHARM’ы «Буря», где нейтрализуют потенциальный источник ядовитого газа. Через несколько дней Джин Квон узнаёт, что Шарлотта говорит на корейском языке. Когда Фарадей перевозит некоторых выживших на корабль, Шарлотта решает остаться на острове, так как она наконец-то нашла свою родину. После она целует его.
Когда Бен повернул колесо, остров начал премещаться во времени. Шарлотта, Фарадей и остальные выжившие начинают попадать в разные временные линии. Из-за этого у Шарлотты часто случаются носовые кровотечения и головные боли, она понимает, что не может вспомнить даже девичью фамилию своей матери. Во время одного скачка, выжившие попадают в 1954 год, где Фарадей признаётся в любви к ней. После дальнейшего скачка во времени, состояние Шарлотты ухудшается и она умирает. Перед смертью она вспоминает своё детство на острове и Фарадея из 1977 года, который сказал ей не возвращаться.

### После смерти
В жизни после смерти Шарлотта — знакомая Майлза, который организует её свидание с Джеймсом Фордом. После ужина в ресторане Джеймс и Шарлотта едут на квартиру к Джеймсу. Пока Форд в душе, Шарлотта из-за своего любопытства находит старую тетрадь с вырезками из газет, в которых узнает о прошлом Джеймса. Форд, увидев это, в ярости выгоняет Шарлотту из своей квартиры. Позже Джеймс приносит Шарлотте цветок и пытается помириться, однако она отвергает его ухаживания. После вместе с Майлзом она собирается на концерт. Там она впервые встречает Фарадея, между ними явная симпатия.

### Комментарии
1. ^ За всё существование телесериала у Шарлотты не было ни одной собственной серии. У неё был лишь один флешбэк в серии «Официально погибшие».